# 方城—南石遗址
方城—南石遗址，位于山西省临汾市翼城县里砦镇南石村和曲沃县曲村镇方城村。是一座新石器晚期遗址，北隔塔儿山距陶寺遺址直线距离约17公里。
该遗址是中华人民共和国山西省文物保护单位之一，1986年8月18日，授予山西省文物保护单位。虽然方城遗址和南石遗址被登录为两个遗址，但实际上是相连的一个遗址。